# Piede cubo
Il piede cubo è una unità di misura di volume del sistema imperiale britannico e del sistema consuetudinario statunitense. È definito come il volume di un cubo di lato pari a un piede, ed equivale a:
- 0,028316846592 metri cubi
- 28,316846592 litri
- 1 728 pollici cubi
- 1/27 di iarda cubica ≈ 0,037037 cu yd
- 576/77 di gallone statunitense ≈ 7,48051948 US fl gal ≈ 6,22883546 galloni imperiali
- 73728/77 once liquide statunitensi ≈ 957,50649350 US fl oz ≈ 996,61367 once liquide imperiali
- ~0,803563913 bushel statunitensi
- ~0,1781076 barili

## Simboli
Non esiste un unico simbolo universalmente accettato. I principali sono:
- cubic feet, cubic foot, cubic ft
- cu ft, cuft, cu.ft, cb ft, cbft, cb.ft, cu feet, cu foot
- ft³, feet³, foot³
- feet^3, foot^3, ft^3
- feet/-3, foot/-3, ft/-3 ft

- CCF per 100 piedi cubi (usato spesso nelle bollette di acqua e gas nei paesi anglosassoni)
- MCF per 1 000 piedi cubi
- MMCF per 1 000 000 di piedi cubi
- MMCFD per milioni di piedi cubi al giorno[1]
- BCF per miliardo di piedi cubi
- TCF per mille miliardi di piedi cubi [1][2].

## Piede cubico standard
Il piede cubico standard è una unità di misura della quantità di gas, definita in genere come la quantità di un gas dal volume di un piede cubico, alla temperatura di 60 °F (15,56 °C) e alla pressione di 14,7 libbre su pollice quadrato (1,013418 bar).